# هارتسل (آلاباما)
هارتسل (به انگلیسی: Hartselle) شهری در شهرستان مورگان ایالت آلاباما است که مساحت آن ۴۲٫۳۷ کیلومتر مربع است و در سرشماری سال ۲۰۱۰ میلادی، ۱۴٬۲۵۵ نفر جمعیت داشته و تراکم جمعیتی آن، ۳۳۶٫۴۴ نفر در هر کیلومتر مربع بوده است.